# Войскунский, Александр Евгеньевич
Алекса́ндр Евге́ньевич Войску́нский (род. 18 мая 1947, Баку) — российский психолог, кандидат психологических наук (1990), ведущий научный сотрудник кафедры общей психологии факультета психологии МГУ имени М. В. Ломоносова (1977), заслуженный научный сотрудник МГУ (2002), заведующий лабораторией «Психологические проблемы информатизации» факультета психологии МГУ. Специалист по влиянию интернета на психику человека.

## Биография
Сын писателя-фантаста Е. Л. Войскунского.
Окончил в 1969 году отделение структурной и прикладной лингвистики филологического факультета МГУ. В 1990 году защитил кандидатскую диссертацию по психологии на тему «Преобразование общения, опосредствованного компьютером» под руководством известного психолога профессора О. К. Тихомирова (1933—2001), верным соратником, учеником и помощником которого он был многие годы.
Автор ряда научных работ по психологии, пионер российской киберпсихологии. Консультирует многочисленные издания, пишущие на психологические темы.
В 2013 году был указан в качестве соавтора «Критериев вредного для здоровья и развития детей контента информационной продукции, распространяемой в информационно-телекоммуникационной сети Интернет», содержащих гомофобные статьи (Критерии 4.1.1 – 4.4.3), для Роскомнадзора РФ, но позже сообщил, что не имеет никакого отношения к написанию этих критериев.
жена Натэлла Ильинична, искусствовед.

### Отдельные издания
- Войскунский А. Е. Я говорю, мы говорим: Очерки о человеческом общении. — 2-е. — М.: Знание, 1990. — 240 с. — ISBN 5-07-000676-2.
- Арестова О. Н., Бабанин Л. Н., Войскунский А. Е. Специфика психологических методов в условиях использования компьютера. — М.: Изд-во МГУ, 1995. — 110 с.
- Войскунский А. Е. Научная информация в психологии: электронные ресурсы. — М.: Российское психологическое общество, 1997. — 95 с.
- Смолян Г. Л., Зараковский Г. М., Розин В. М., Войскунский А. Е. Информационно-психологическая безопасность (определение и анализ предметной области). — М.: Ин-т системного анализа РАН, 1997. — 52 с.
- States of Mind: American and Post-Soviet Perspectives on Contemporary Issues in Psychology (D. Halpern and A. Voiskounsky, eds.). N.Y., Oxford: Oxford University Press, 1997. — 428 p.
- Традиции и перспективы деятельностного подхода в психологии: школа А. Н. Леонтьева. — Под ред. А. Е. Войскунского, А. Н. Ждан и О. К. Тихомирова. — М.: Смысл, 1999. — 429 с.
- Гуманитарные исследования в Интернете / Отв. ред. А. Е. Войскунский. — Можайск-терра, 2000.
- Бабаева Ю. Д., Войскунский А. Е. Одаренный ребенок за компьютером. — М.: Сканрус, 2003. — 336 с.
- Интернет-зависимость: психологическая природа и динамика развития / сост. и ред. А. Е. Войскунский. — М.: Акрополь, 2009. — 279 с. — ISBN 978-5-98807-037-5.
- Войскунский А. Е. Психология и Интернет. — М. : Акрополь, 2010. — 439 с. — ISBN 978-5-98807-044-3.

### Статьи
- Войскунский А. Е. Психолингвистические аспекты общения человека с ЭВМ. — Человек и ЭВМ. — М.: Экономика, 1973. — С. 131—174.
- Войскунский А. Е. О двусторонней коммуникации в системе «человек-ЭВМ». — Искусственный интеллект и психология. — М.: Наука, 1976. — С. 298—315.
- Войскунский А. Е. К анализу условий возникновения некоторых коммуникативных целей. — Психологические механизмы целеобразования. — М.: Наука, 1977. — С. 110—123.
- Войскунский А. Е. Искусственный интеллект и вопросы коммуникации. — Интеллект человека и программы ЭВМ. — М.: Наука, 1979. — С. 151—156.
- Войскунский А. Е. Критерий Тьюринга, мышление и общение. — Интеллект человека и программы ЭВМ. — М.: Наука, 1979. — С. 132—150.
- Тихомиров О. К., Войскунский А. Е. Об одном направлении исследований коммуникативных процессов // Вопросы психологии. — 1979. — № 1. — С. 114—120.
- Тихомиров О. К., Войскунский А. Е. Временные характеристики решения задач в условиях диалога человека с ЭВМ // Вопросы психологии. № 6, 1980, с. 155—161.
- Тихомиров О. К., Белавина И. Г., Войскунский А. Е. Психология и практика программного обеспечения ЭВМ // Вестник МГУ. Сер. 14. Психология, 1981, № 1, с. 3-14.
- Тихомиров О. К., Белавина И. Г., Войскунский А. Е. Психологические принципы программного обеспечения ЭВМ // Измерения. Контроль. Автоматизация. — 1981. — № 1. — С. 49—56.
- Войскунский А. Е., Шмерлинг Д. С., Яглом М. А. Классификация речевых высказываний при совместном решении мыслительных задач // Вестник МГУ. Сер. 14. Психология, 1981, № 3, с. 3—12.
- Бабаева Ю. Д., Войскунский А. Е., Кобелев В. В., Тихомиров О. К. Диалог с ЭВМ: психологические аспекты // Вопросы психологии, № 2, 1983, с. 25-34.
- Войскунский А. Е. Научная коммуникация в условиях автоматизации. — Психологические проблемы автоматизации научно-исследовательских работ. — М.: Наука, 1987. — С. 139—158.
- Тихомиров О. К., Бабаева Ю. Д., Войскунский А. Е. Общение, опосредствованное компьютером // Вестник МГУ, Сер. 14. Психология. № 3. 1989.
- Войскунский А. Е. Речевая деятельность в ходе компьютерных конференций // Вопросы психологии, 1991, № 6, с. 142—147.
- Арестова О. Н., Бабанин Л. Н., Войскунский А. Е. Социопсихологическая служба в компьютерных сетях // Проблемы информатизации. № 4, 1992, с. 45-49.
- Voiskounsky A.E. Reflections from Russia, In: SIGOIS (Special Intererest Group on Office Information Systems) Bulletin, vol. 14 (2), 1993, p. 64.
- Войскунский А. Е., Кузнецова А. В., Нейман М. Г. Информационное общество: отношение населения // Проблемы информатизации, 1993, вып. 3—4, с. 81—88.
- Voiskounsky A.E. The Development of External Means of Communicative Orientation. — Journal of Russian and East European Psychology, vol. 33, № 5, 1995, pp. 74–81.
- Арестова О. Н., Бабанин Л. Н., Войскунский А. Е. Коммуникация в компьютерных сетях: психологические детерминанты и последствия // Вестник Московского университета, Сер. 14. Психология, 1996, № 4, с. 14—20.
- Войскунский А. Е. Источники психологической информации в Интернете // Иностранная психология, № 9, 1997, с. 73—78.
- Бабаева Ю. Д., Войскунский А. Е. Психологические последствия информатизации // Психологический журнал, т. 9, № 1, 1998, с. 89-100.
- Voiskounsky A.E. Telelogue Speech. — In: Network and Netplay: Virtual Groups on the Internet (F.Sudweeks, M.McLaughlin, Sh.Rafaeli, eds.). Menlo Park, Calif., Cambridge, Mass., London, England: AAAI Press/The MIT Press, 1998, pp. 27–40.
- Voiskounsky A.E. Investigation of Relcom Network Users. — In: Network and Netplay: Virtual Groups on the Internet (F.Sudweeks, M.McLaughlin, Sh.Rafaeli, eds.). Menlo Park, Calif., Cambridge, Mass., London, England: AAAI Press/The MIT Press, 1998, pp. 113–126.
- Войскунский А. Е. Групповая игровая деятельность в Интернете. — Психологический журнал, т. 20, № 1, 1999, с.126-132.
- Arestova O., Babanin N., Voiskounsky A. Psychological Research of Computer-Mediated Communication in Russia. — Behaviour & Information Technology, 1999, vol. 18, № 2, pp. 141–147.
- Бабаева Ю. Д., Васильев И. А., Войскунский А. Е., Тихомиров О. К. Эмоции и проблемы классификации видов мышления // Вестник Московского университета, Сер. 14. Психология, 1999, № 2, с. 91—96. (Часть первая).
- Бабаева Ю. Д., Васильев И. А., Войскунский А. Е., Тихомиров О. К. Эмоции и проблемы классификации видов мышления // Вестник Московского университета, Сер. 14. Психология, 1999, № 3, с. 42—55. (Часть вторая).
- Voiskounsky A.E. Internet: Culture, Diversity and Unification. — Javnost — The Public. Journal of the European Institute for Communication and Culture. 1999, vol. VI (4), pp. 53–65.
- Voiskounsky A.E., Babaeva J.D., Smyslova O.V. Attitudes towards computer hacking in Russia. — Cybercrime: Law Enforcement, Security and Surveillance in the Information Age. — Ed. By D.Thomas & B.Loader. — L. & NY: Routledge, 2000, pp. 56–84.
- Войскунский А. Е. Психологические исследования феномена интернет-аддикции // 2-я Российская конференция по экологической психологии: Тезисы. (Москва, 12—14 апреля 2000 г.). — М.: Экопсицентр РОСС. — С. 251—253.
- Войскунский А. Е. Психологические аспекты информационной безопасности // Глобальная информатизация и безопасность России. — М.: Изд-во Московского университета, 2001, с. 168—175.
- Войскунский А. Е. Метафоры Интернета // Вопросы философии, № 11, 2001, с. 64-79
- Войскунский А. Е. Развитие речевого общения как результат применения Интернета / Конференция на портале «Аудиториум». «Социальные и психологические последствия применения информационных технологий». 2001
- Войскунский А. Е. Зависимость от Интернета: актуальная проблема // Конференция на портале «Аудиториум». «Социальные и психологические последствия применения информационных технологий». 2001
- Войскунский А. Е., Скрипкин С. В. Качественный анализ данных как инструмент научного исследования // Вестник Московского университета, Сер. 14. Психология, № 2, 2001, с. 93-109.
- Войскунский А. Е. Исследования Интернета в психологии // Интернет и Российское общество / Под ред. И. Семенова. — М.: Гендальф, 2002. — С. 235—250.
- Babaeva J.D., Voiskounsky A.E. IT-Giftedness in Children and Adolescents. — Educational Technology & Society, vol. 5(1), 2002, pp. 154–162. Available as: https://web.archive.org/web/20070418181810/http://ifets.ieee.org/periodical/vol_1_2002/babaeva.html  или https://web.archive.org/web/20061209212309/http://ifets.ieee.org/periodical/vol_1_2002/babaeva.pdf
- Войскунский А. Е., Смыслова О. В. Мотивация потока и её изучение в деятельности хакеров // Современная психология мотивации / Под. ред. Д. А. Леонтьева. — М.: Смысл, 2002. — С. 244—277.
- Войскунский А. Е. Интернет — новая область исследований в психологической науке // Ученые записки кафедры общей психологии МГУ. Выпуск 1 / Под общей ред. Б. С. Братуся, Д. А. Леонтьева. — М.: Смысл, 2002. — С. 82—101.
- Voiskounsky A.E. Internet: Clusters of Attractiveness. // Electronic Journal of Communication / La Revue Electronique de Communication. Volume 12 (3-4) 2002. Available as: http://www.cios.org/getfile/voiskoun_v12n34
- Войскунский А. Е., Петренко В. Ф., Смыслова О. В. Мотивация хакеров: психосемантическое исследование./ Психологический журнал, 2003, т. 24, № 1, с. 104—118.
- Voiskounsky A.E., Smyslova O.V. Flow-Based Model of Computer Hackers’ Motivation. // CyberPsychology & Behavior, Vol. 6, № 3, 2003, pp. 171–180.
- Войскунский А. Е., Смыслова О. В. Роль мотивации «потока» в развитии компетентности хакера // Вопросы психологии, 2003, № 4, с. 35-43.
- Бабанин Л.Н, Войскунский А. Е., Смыслова О. В. Интернет в психологическом исследовании // Вестник Московского университета, Сер. 14. Психология, № 3, 2003, c. 79—96.
- Войскунский А. Е.Актуальные проблемы зависимости от Интернета, Психологический журнал, № 1, 2004
- Бабаева Ю. Д., Войскунский А. Е. Информационные технологии и одаренность: направления исследований и практической работы // Одаренный ребенок. — 2004. — № 1. — С. 8—32.
- Бабаева Ю. Д., Войскунский А. Е. Информационные технологии для одаренных // Одаренный ребенок. — 2004. — № 2. — С. 6—39.
- Войскунский А. Е. Пол. Гендер. Интернет // Вестник Российского Гуманитарного научного фонда. — 2004. — № 1. — С. 169—178.
- Voiskounsky A.E., Mitina O.V., Avetisova A.A. Playing Online Games: Flow Experience. // PsychNology Journal, 2004, Volume 2, Number 3, pp. 259–281. http://www.psychnology.org/PSYCHNOLOGY_JOURNAL_2_3_VOISKOUNSKY.pdf (недоступная+ссылка)
- Войскунский А. Е. Психологические исследования деятельности человека в Интернете // Информационное общество. — 2005. — № 1. — С. 36—41.
- Voiskounsky A.E., Mitina O.V., Avetisova A.A. Communicative Patterns and Flow Experience of MUD Players. // International Journal of Advanced Media and Communication, Vol. 1, № 1, 2005, pp. 5–25.
- Войскунский А. Е., Митина О. В., Аветисова А. А. Общение и «опыт потока» в групповых ролевых Интернет-играх // Психологический журнал. — 2005. — Т. 26. — № 5. — С. 47—63.
- Войскунский А. Е., Селисская М. А. Система реальностей: психология и технология // Вопросы философии. — 2005. — № 11. — С. 119—130.
- Mitina O.V., Voiskounsky A.E. Gender Differences of the Internet-Related Stereotypes in Russia. In: PsychNology Journal, 2005, Volume 3, Number 3, pp. 243–264. HTTP://WWW.PSYCHNOLOGY.ORG/FILE/PNJ3(2)/PSYCHNOLOGY_JOURNAL_3_3_MITINA.PDF (недоступная+ссылка)
- Аветисова А. А., Войскунский А. Е. Игровая деятельность посредством компьютерных технологий: основные направления исследования // Вопросы информатизации образования, вып. 4, 2006. http://www.npstoik.ru/vio/inside.php?ind=articles&article_key=107 (недоступная+ссылка).
- Войскунский А. Е., Митина О. В., Аветисова А. А. Феномен переживания опыта потока в групповых ролевых играх, опосредствованных Интернетом (на материале деятельности французских игроков) // Когнитивные исследования / Отв. ред. В. Д. Соловьев — М.: Изд-во «Институт психологии РАН», 2006, с. 207—224.
- Бабаева Ю. Д., Войскунский А. Е. Информационные технологии в обучении и в развитии одаренных детей и подростков // Новые ценности образования, № 3 (27), 2006, с. 136—149.
- Войскунский А. Е. Продолжая разговор о психологии в игре // Вопросы информатизации образования, вып. 4, 2006. http://www.npstoik.ru/vio/inside.php?ind=articles&article_key=103 (недоступная+ссылка).
- Войскунский А. Е. Исследования в области психологии компьютеризации: история и актуальное состояние // Национальный психологический журнал, ноябрь 2006, с. 58-62.
- Voiskounsky A.E. A Cross-Cultural Study of Flow Experience in the IT Environment: The Beginning // Lecture Notes in Computer Science, # 4564, 2007, pp. 202–211.
- Faiola A., Voiskounsky A.E. Flow Experience of MUD Players: Investigating Multi-User Dimension Gamers from the USA // Lecture Notes in Computer Science, # 4564, 2007, pp. 324–333.
- Voiskounsky A.E. Two Types of Repetitive Experiences on the Internet // INTERFACE: The Journal of Education, Community and Values. — 2007, vol. 7, issue 6. https://web.archive.org/web/20100102061734/http://bcis.pacificu.edu/journal/2007/06/voiskounsky.php.
- Бабаева Ю. Д., Березанская Н. Б., Васильев И. А., Войскунский А. Е., Корнилова Т. В. Смысловая теория мышления // Вестник Московского университета. Серия 14. Психология. № 2, 2008, с. 26-58.
- Voiskounsky A.E. Cyberpsychology and Computer-mediated Communication in Russia: Past, Present and Future. // Russian Journal of Communication, Vol. 1, № 1, 2008, pp. 78–94.
- Шувалова Н. Ю., Войскунский А. Е., Гусев А. Н., Батенова Ю. В., Полутина Н. С. К вопросу о развитии познавательной активности у старших дошкольников в процессе компьютерной игры // Психология и школа, № 1, 2008, с. 60-64.
- Войскунский А. Е. От психологии компьютеризации к психологии Интернета // Вестник Московского университета. Серия 14. Психология. № 2, 2008, с. 140—153.
- Бабаева Ю. Д., Войскунский А. Е. ИТ в обучении и развитии одаренных детей и подростков // Открытое образование. — 2008.
- Войскунский А. Е., Меньшикова Г. Я. О применении систем виртуальной реальности в психологии // Вестник Московского университета. Серия 14. Психология. № 1, 2008, c. 22-36.
- Войскунский А. Е. Грамотность и интернет // Психология, лингвистика и междисциплинарные связи: сборник научных работ к 70-летию со дня рождения Алексея Алексеевича Леонтьева / Под ред. Т. В. Ахутиной, Д. А. Леонтьева — М.: Смысл, 2008, с. 173—188.
- Корнилова Т. В., Войскунский А. Е. О. К. Тихомиров — основатель психологической школы мышления в Московском государственном университете имени М. В. Ломоносова (к 75-летию со дня рождения) // Психологический журнал. 2008. Т. 29. № 3. С. 128—130.
- Войскунский А. Е., Аветисова А. А. Традиционные и современные исследования игрового поведения // Методология и история психологии. 2009. Т. 4. № 4. С. 82-94.
- Бабаева Ю. Д., Березанская Н. Б., Васильев И. А., Войскунский А. Е., Корнилова Т. В. О вкладе О. К. Тихомирова в методологию, теорию и экспериментальную практику психологической науки // Методология и история психологии. — 2009. — Т. 4. — № 4. — С. 9—27.
- Voiskounsky A.E., Mitina O.V., Avetisova A.A. Gamers' implicit knowledge on the psychological influence of game-playing //Lecture Notes in Computer Science. 2009. Т. 5621 LNCS. С. 632—640.
- Voiskounsky A.E. Internet addiction in the context of positive psychology // Psychology in Russia: State of the Art. 2010. Т. 3. С. 541—549.
- Smyslova O.V., Voiskounsky A.E. Usability studies: to meet or not to meet intrinsic motivation // PsychNology Journal, Vol. 7, № 3, 2009, pp. 303–324.
- Войскунский А. Е. Киберпсихология в прошлом, настоящем и будущем // Журнал практического психолога. 2010. № 4. С. 7.
- Войскунский А. Е.Информационная безопасность: психологические аспекты // Национальный психологический журнал. 2010. № 1. С. 48-53.
- Зинченко Ю. П., Меньшикова Г. Я., Баяковский Ю. М., Черноризов А. М., Войскунский А. Е. Технологии виртуальной реальности: методологические аспекты, достижения и перспективы// Национальный психологический журнал. 2010. № 1. С. 54-62, № 2. С. 64—71.
- Войскунский А. Е., Дорохова О. А. Становление киберэтики: исторические основания и современные проблемы // Вопросы философии. — 2010. — № 5. — С. 69—83.
- Войскунский А. Е. Развивается ли агрессивность у детей подростков, увлеченных компьютерными играми? // Вопросы психологии. — 2010. — № 6. — С. 133—143.
- Voiskounsky A. Preschoolers as video gamers // Lecture Notes in Computer Science. 2011. Т. 6778 LNCS. С. 287—296
- Войскунский А. Е. Психология Интернета как раздел психологической науки. / Научные материалы V съезда Российского психологического общества. Том III. М.,2012.
- Сергеев С. Ф., Войскунский А. Е. Психологическая безопасность в сети интернет: постклассические представления / Научные материалы V съезда Российского психологического общества. Том III. М.,2012.